# Nederlands kampioenschap dammen
Het Nederlands kampioenschap dammen wordt sinds 1908 officieel gehouden. 
Sinds 1911 valt het kampioenschap onder auspiciën van de Koninklijke Nederlandse Dambond.
In totaal werd het Nederlands kampioenschap dammen 90 maal officieel gehouden. Hierbij werden 30 verschillende spelers kampioen.

## Recordwinnaars met minstens 4 titels
|   | Naam                | Aantal | Jaren                                                                        |
| - | ------------------- | ------ | ---------------------------------------------------------------------------- |
| 1 | Reinier Cees Keller | 13     | 1926, 1934, 1936, 1937, 1938, 1939, 1940, 1842, 1944, 1946, 1951, 1952, 1955 |
| 2 | Piet Roozenburg     | 8      | 1943, 1948, 1950, 1954, 1963, 1964, 1965, 1966                               |
| 2 | Harm Wiersma        | 8      | 1972, 1974, 1975, 1976, 1977, 1992, 1998, 2001                               |
| 2 | Rob Clerc           | 8      | 1980, 1982, 1983, 1986, 1989, 1991, 1999, 2000                               |
| 2 | Alexander Baljakin  | 8      | 2009, 2010, 2011, 2013, 2014, 2016, 2018, 2019                               |
| 6 | Johan Vos           | 6      | 1922, 1923, 1925, 1930, 1932, 1938                                           |
| 6 | Ton Sijbrands       | 6      | 1967, 1969, 1970, 1971, 1973, 1988                                           |
| 8 | Kees Thijssen       | 5      | 2003, 2004, 2005, 2006, 2007                                                 |
| 9 | Jack de Haas        | 4      | 1908, 1911, 1916, 1919                                                       |
| 9 | Wim de Jong         | 4      | 1956, 1960, 1961, 1962                                                       |
| 9 | Jannes van der Wal  | 4      | 1981, 1984, 1985, 1987                                                       |
| 9 | Jan Groenendijk     | 4      | 2020, 2022, 2023, 2024                                                       |

## Eregalerij
| Jaar | Plaats                               | Goud                                 | Zilver                                          | Brons                                                                                  |
| ---- | ------------------------------------ | ------------------------------------ | ----------------------------------------------- | -------------------------------------------------------------------------------------- |
| 1908 | Onbekend                             | Jack de Haas                         | Herman Hoogland                                 | Phillip Battefeld                                                                      |
| 1911 | Amsterdam                            | Jack de Haas                         | Herman Hoogland                                 | Henri J. van den Broek                                                                 |
| 1913 | Amsterdam                            | Herman Hoogland                      | Jack de Haas                                    | I.J. de Jong                                                                           |
| 1916 | Amsterdam                            | Jack de Haas                         | Herman Hoogland                                 | M. ten Brink                                                                           |
| 1919 | Amsterdam                            | Jack de Haas                         | Arnold Damme                                    | Herman Hoogland                                                                        |
| 1920 | Amsterdam                            | Louis Prijs                          | Johan Vos                                       | J.J. de Boer                                                                           |
| 1921 | Amsterdam                            | Arnold Damme                         | M.A. Haye Johan Vos                             | geen                                                                                   |
| 1922 | Amsterdam                            | Johan Vos                            | Arnold Damme                                    | Herman de Jongh                                                                        |
| 1923 | Amsterdam                            | Johan Vos                            | A. Visser Herman de Jongh                       | geen                                                                                   |
| 1924 | Amsterdam                            | Herman de Jongh                      | Johan Vos Reinier Cornelis Keller               | geen                                                                                   |
| 1925 | Onbekend                             | Johan Vos                            | Arnold Damme                                    | Piet van Dartelen                                                                      |
| 1926 | Onbekend                             | Reinier Cornelis Keller              | Arnold Damme                                    | J.F. Kuyer                                                                             |
| 1927 | Amsterdam                            | Arnold Damme                         | Reinier Cornelis Keller W.C.J. Polman Johan Vos | geen                                                                                   |
| 1929 | Amsterdam                            | Arnold Damme                         | B. Ris Johan Vos                                | geen                                                                                   |
| 1930 | Amsterdam                            | Johan Vos                            | Reinier Cornelis Keller                         | Arnold Damme                                                                           |
| 1931 | Amsterdam                            | Wim Rustenburg                       | Freek Raman                                     | W.C.J. Polman Piet van Dartelen                                                        |
| 1932 | Hoorn                                | Johan Vos                            | Freek Raman                                     | B. Ris Piet van Dartelen                                                               |
| 1933 | Amsterdam                            | Freek Raman                          | Piet van Dartelen                               | Baris Dukel Johan Vos                                                                  |
| 1934 | Amsterdam                            | Reinier Cornelis Keller              | Baris Dukel                                     | Wim Rustenburg                                                                         |
| 1935 | Amsterdam                            | Johan Vos                            | Wim Rustenburg Jan Bom                          | geen                                                                                   |
| 1936 | Amsterdam                            | Reinier Cornelis Keller              | Wim Rustenburg                                  | Johan Vos                                                                              |
| 1937 | Amsterdam                            | Reinier Cornelis Keller              | Johan Vos                                       | Wim Rustenburg                                                                         |
| 1938 | Amsterdam                            | Reinier Cornelis Keller              | Baris Dukel                                     | Johan Vos                                                                              |
| 1939 | Rotterdam                            | Reinier Cornelis Keller              | Johan Vos                                       | Wim van der Kraan Jan Bom                                                              |
| 1940 | Amsterdam                            | Reinier Cornelis Keller              | Wim Rustenburg Cees Suijk                       | geen                                                                                   |
| 1941 | Diversen                             | Jan Bom                              | Reinier Cornelis Keller                         | Piet van Dartelen Wim van der Kraan                                                    |
| 1942 | Diversen                             | Reinier Cornelis Keller              | Johan Vos                                       | A. de Graag                                                                            |
| 1943 | Onbekend                             | Piet Roozenburg                      | Reinier Cornelis Keller                         | Piet van Dartelen                                                                      |
| 1944 | Onbekend                             | Reinier Cornelis Keller              | Johan Vos Henk Kinnegen Piet Beers              | geen                                                                                   |
| 1946 | Onbekend                             | Reinier Cornelis Keller              | Piet Roozenburg                                 | Geert van Dijk                                                                         |
| 1948 | Onbekend                             | Piet Roozenburg                      | Henk Laros                                      | Dammis van der Staaij Reinier Cornelis Keller                                          |
| 1949 | Onbekend                             | Freek Gordijn                        | Reinier Cornelis Keller Geert van Dijk          | geen                                                                                   |
| 1950 | Onbekend                             | Piet Roozenburg                      | Geert van Dijk                                  | Freek Gordijn Reinier Cornelis Keller                                                  |
| 1951 | Onbekend                             | Reinier Cornelis Keller              | Jan Metz                                        | Wim de Jong Pieter Bergsma                                                             |
| 1952 | Onbekend                             | Reinier Cornelis Keller              | Wim Roozenburg Geert van Dijk                   | geen                                                                                   |
| 1953 | Onbekend                             | Wim Huisman                          | Reinier Cornelis Keller                         | Jan Bom Wim Roozenburg                                                                 |
| 1954 | Utrecht                              | Piet Roozenburg                      | Jan Bom                                         | Pieter Bergsma                                                                         |
| 1955 | Utrecht                              | Reinier Cornelis Keller              | Henk Laros                                      | Henk Kinnegen Henk Beeke                                                               |
| 1956 | Onbekend                             | Wim de Jong                          | Wim Huisman Jan Bom                             | geen                                                                                   |
| 1957 | Onbekend                             | Wim Roozenburg                       | Geert van Dijk                                  | Siem Boer                                                                              |
| 1958 | Utrecht                              | Geert van Dijk                       | Reinier Cornelis Keller                         | Jan Edink Wim Roozenburg                                                               |
| 1959 | Utrecht                              | Baris Dukel                          | Jan Bom Geert van Dijk                          | geen                                                                                   |
| 1960 | Utrecht                              | Wim de Jong                          | Jan Bom                                         | Freek Gordijn                                                                          |
| 1961 | Onbekend                             | Wim de Jong                          | Geert van Dijk Freek Gordijn                    | geen                                                                                   |
| 1962 | Utrecht                              | Wim de Jong                          | Ed Holstvoogd                                   | Jan Bom Henk Beeke                                                                     |
| 1963 | Apeldoorn                            | Piet Roozenburg                      | Pieter Bergsma Geert van Dijk                   | geen                                                                                   |
| 1964 | Amsterdam                            | Piet Roozenburg                      | Jan Bom Geert van Dijk                          | geen                                                                                   |
| 1965 | Utrecht / Apeldoorn                  | Piet Roozenburg                      | Geert van Dijk                                  | Ferdi Okrogelnik                                                                       |
| 1966 | Apeldoorn                            | Piet Roozenburg                      | Ton Sijbrands                                   | Dammis van der Staaij                                                                  |
| 1967 | Utrecht / Apeldoorn                  | Ton Sijbrands                        | Piet Roozenburg                                 | Harm Wiersma                                                                           |
| 1968 | Utrecht / Apeldoorn                  | Pieter Bergsma                       | Geert van Dijk                                  | Wim van der Sluis Piet Roozenburg                                                      |
| 1969 | Apeldoorn                            | Ton Sijbrands                        | Piet Roozenburg Harm Wiersma                    | geen                                                                                   |
| 1970 | Apeldoorn                            | Ton Sijbrands                        | Harm Wiersma                                    | Frank Drost Geert van Dijk                                                             |
| 1971 | Apeldoorn                            | Ton Sijbrands                        | Pieter Bergsma                                  | Wim van der Sluis                                                                      |
| 1972 | Amsterdam                            | Harm Wiersma                         | Jan de Ruiter                                   | Freek Gordijn Frans Hermelink Douwe de Jong                                            |
| 1973 | Apeldoorn                            | Ton Sijbrands                        | Harm Wiersma                                    | Frans Hermelink                                                                        |
| 1974 | Apeldoorn                            | Harm Wiersma                         | Cees Varkevisser                                | Pieter Bergsma                                                                         |
| 1975 | Amsterdam                            | Harm Wiersma                         | Rob Clerc                                       | Jeroen Goudt Cees Varkevisser Jan de Ruiter Anton Schotanus Frank Drost Pieter Bergsma |
| 1976 | Apeldoorn                            | Harm Wiersma                         | Rob Clerc                                       | Hans Jansen                                                                            |
| 1977 | Zevenaar                             | Harm Wiersma                         | Hans Jansen                                     | Frank Drost Frans Hermelink Rob Clerc                                                  |
| 1978 | Zevenaar                             | Frank Drost                          | Gerrit Boom Johan de Boer Johan Bastiaannet     | geen                                                                                   |
| 1979 | Zevenaar/Soesterberg                 | Hans Jansen                          | Harm Wiersma                                    | Jannes van der Wal                                                                     |
| 1980 | Bedum                                | Rob Clerc                            | Jannes van der Wal                              | Harm Wiersma                                                                           |
| 1981 | Assen                                | Jannes van der Wal                   | Rob Clerc Harm Wiersma                          | geen                                                                                   |
| 1982 | Drenthe (11 plaatsen)                | Rob Clerc                            | Jannes van der Wal                              | Ruud Palmer                                                                            |
| 1983 | Schagen                              | Rob Clerc                            | Jos Stokkel                                     | Auke Scholma                                                                           |
| 1984 | Huissen                              | Jannes van der Wal                   | Rob Clerc                                       | John van den Borst Jos Stokkel                                                         |
| 1985 | Abcoude                              | Jannes van der Wal                   | Rob Clerc Geert van Aalten                      | geen                                                                                   |
| 1986 | Utrecht                              | Rob Clerc                            | John van den Borst                              | Gérard Jansen                                                                          |
| 1987 | Nijverdal                            | Jannes van der Wal                   | Gérard Jansen                                   | Hendrik van der Zee Hans Jansen Hans Vermin Rob Clerc                                  |
| 1988 | Putten                               | Ton Sijbrands                        | Geert van Aalten Hendrik van der Zee            | geen                                                                                   |
| 1989 | Leeuwarden                           | Jos Stokkel                          | Rob Clerc Johan Krajenbrink Geert van Aalten    | geen                                                                                   |
| 1990 | Den Helder                           | Rob Clerc                            | Jannes van der Wal                              | Geert van Aalten                                                                       |
| 1991 | Drachten                             | Rob Clerc                            | Gérard Jansen Hendrik van der Zee Hein Meijer   | geen                                                                                   |
| 1992 | Surhuisterveen                       | Harm Wiersma                         | Auke Scholma Anton van Berkel                   | geen                                                                                   |
| 1993 | Apeldoorn                            | Wieger Wesselink                     | Rob Clerc                                       | Hans Jansen Harm Wiersma                                                               |
| 1994 | Huissen                              | Hans Jansen                          | Rob Clerc                                       | Hein Meijer                                                                            |
| 1995 | Stadskanaal                          | Auke Scholma                         | Gérard Jansen                                   | Hein Meijer Hans Jansen                                                                |
| 1996 | Steenwijk                            | Erno Prosman                         | Gérard Jansen                                   | Rob Clerc Hendrik van der Zee                                                          |
| 1997 | Uithuizen                            | Hans Jansen                          | Johan Krajenbrink                               | Gérard Jansen Hendrik van der Zee Rob Clerc                                            |
| 1998 | Hoogezand                            | Harm Wiersma                         | Gérard Jansen                                   | Rob Clerc Kees Thijssen                                                                |
| 1999 | Huissen                              | Rob Clerc                            | Arjan van Leeuwen Mark Kemperman                | geen                                                                                   |
| 2000 | Hengelo                              | Rob Clerc                            | Hans Jansen                                     | Ron Heusdens                                                                           |
| 2001 | Zwartsluis                           | Harm Wiersma                         | Hans Jansen                                     | Hein Meijer                                                                            |
| 2002 | Velp                                 | Martin Dolfing                       | Gérard Jansen                                   | Rob Clerc                                                                              |
| 2003 | Amsterdam                            | Kees Thijssen                        | Ron Heusdens                                    | Gérard Jansen                                                                          |
| 2004 | Huissen                              | Kees Thijssen                        | Alexander Baljakin                              | Rob Clerc                                                                              |
| 2005 | Groningen                            | Kees Thijssen                        | Hans Jansen Alexander Baljakin Gérard Jansen    | geen                                                                                   |
| 2006 | Culemborg                            | Kees Thijssen                        | Ron Heusdens Auke Scholma Alexander Baljakin    | geen                                                                                   |
| 2007 | Soest                                | Kees Thijssen                        | Auke Scholma                                    | Jeroen van den Akker                                                                   |
| 2008 | Emmeloord                            | Ron Heusdens                         | Alexander Baljakin                              | Hein Meijer                                                                            |
| 2009 | Huissen                              | Alexander Baljakin                   | Ron Heusdens                                    | Roel Boomstra                                                                          |
| 2010 | Emmen                                | Alexander Baljakin                   | Roel Boomstra                                   | Martin Dolfing Pim Meurs                                                               |
| 2011 | Wapenveld                            | Alexander Baljakin                   | Roel Boomstra                                   | Pim Meurs                                                                              |
| 2012 | Heerhugowaard                        | Roel Boomstra                        | Alexander Baljakin                              | Pim Meurs                                                                              |
| 2013 | Steenwijk                            | Alexander Baljakin                   | Pim Meurs                                       | Auke Scholma                                                                           |
| 2014 | Huissen                              | Alexander Baljakin                   | Roel Boomstra                                   | Ron Heusdens                                                                           |
| 2015 | Emmeloord                            | Roel Boomstra                        | Alexander Baljakin                              | Auke Scholma                                                                           |
| 2016 | Enschede                             | Alexander Baljakin                   | Ben Provoost                                    | Auke Scholma                                                                           |
| 2017 | Urk                                  | Martijn van IJzendoorn               | Alexander Baljakin                              | Ron Heusdens                                                                           |
| 2018 | Harlingen                            | Alexander Baljakin                   | Roel Boomstra                                   | Martijn van IJzendoorn                                                                 |
| 2019 | Huissen                              | Alexander Baljakin                   | Jan Groenendijk Wouter Sipma                    | geen                                                                                   |
| 2020 | Kraggenburg                          | Jan Groenendijk                      | Alexander Baljakin                              | Roel Boomstra                                                                          |
| 2021 | geen toernooi i.v.m. het coronavirus | geen toernooi i.v.m. het coronavirus | geen toernooi i.v.m. het coronavirus            | geen toernooi i.v.m. het coronavirus                                                   |
| 2022 | Wageningen                           | Jan Groenendijk                      | Alexander Baljakin                              | Martijn van IJzendoorn                                                                 |
| 2023 | Drachten                             | Jan Groenendijk                      | Alexander Baljakin                              | Jitse Slump                                                                            |
| 2024 | Drachten                             | Jan Groenendijk                      | Jitse Slump                                     | Alexander Baljakin                                                                     |